# Abraham Bristow
Abraham Bristow war ein britischer Walfänger und Kapitän. Ihm wird zugeschrieben, am 18. August 1806 südlich von Neuseeland die Aucklandinseln entdeckt zu haben.

## Zur Person und Geschichte
Zur Person von Abraham Bristow ist sehr wenig bekannt. Wo und wann er geboren wurde, liegt weiterhin im Dunkeln. Auch über sein Leben vor der Entdeckung der Aucklandinseln durch ihn geben die verfügbaren Quellen keine Auskunft.
Fest steht aber, dass er britischer Staatsbürger war und als Kapitän in den Diensten von Samuel Enderby stand. Enderby war Besitzer der Samuel Enderby & Sons, einer Firma, die mit Walfischtran und Seehundtran handelte und die Erforschung der Antarktis und des südlichen Pazifik unter dem Gesichtspunkt wirtschaftlicher Ausbeute betrieb.
Bristow entdeckte die Aucklandinseln auf seiner dritten Seereise in die südlichen Meere. Auf dem Rückweg nach England von Hobart Town aus über Kap Hoorn vermerkte er am 18. August 1806 im Logbuch der Ocean:
- „Moderat und klar; bei Tageslicht Land nach Kompass westlich gesehen, sich um nach Nordosten bis Norden ausdehnend, Distanz vom nächsten Punkt ungefähr 9 Leagues (Anmerkung: 3 Seemeilen = 5.6 km). Die Insel oder Inseln, als der erste Entdecker zu sein, sollte ich "Lord Auckland's" (mein Freund durch meinen Vater) nennen und liegt am Mittag entsprechend meinen Beobachtungen, 50° 48′ südlicher Breite und 166° 42′ östlicher Länge mit einem Unterschied von Sonne und Mond hatte ich 10:30 Uhr am Morgen. Das Land hat eine moderate Höhe und von seinem Aussehen her habe ich keinen Zweifel, dass es einen guten Hafen am nördlichen Ende gewähren wird, und ich sollte Lügen in etwa bei 50° 21′ südlicher Breite, und seine größte Ausdehnung liegt in einer Nordwest- und Südost-Ausrichtung. Diese Stelle, ich sollte annehmen, strotzt mit Seehunden und traurig bin ich, dass die Zeit und die Schwerfälligkeit meines Schiffes mir es nicht erlaubt zu untersuchen.“[3]

Ein Jahr später, im Jahr 1807, besuchte Bristow im Auftrag von Enderby die Inseln erneut, dieses Mal auf der Sarah. Er ankerte am 20. Oktober des Jahres in der Bucht von Port Ross, die er seinerzeit Sarah's Bosom nannte. Bei seinem Landgang formulierte er im Namen der britischen Krone die Besitzansprüche an die Inseln, benannte einige geografisch bedeutsame Punkte und ließ Hausschweine auf der Insel aussetzen. Am 26. Oktober 1809 kehrte Bristow nach England zurück. Seine Dokumentation geografischer Punkte der Inseln wurde später im Oriental Navigator für Seefahrer veröffentlicht. Die Veröffentlichung seiner Skizze von den Inseln erfolgte 1823 vom Hydrographic Office unter dem Namen Lord Auckland's Groupe Doch für rund ein Vierteljahrhundert waren die Inseln unter den Crew-Mitgliedern von Seglern unter dem Namen Bristow's Land bekannt.
Einer Deklaration zufolge, die am 5. Dezember 1812 von David Lindsay im Büro des Lord High Admiral des britischen Empires unterzeichnet wurde, hatte Bristow das Kommando des Kriegsschiffs Thamse und war wohl auf dem Weg sich am Britisch-Amerikanischen Krieg von 1812 zu beteiligen. Danach verliefen sich seine Spuren.

## Geografische Punkte nach Bristow benannt
- Bristow Point – ein Kap an der Westküste der Auckland Island, wenige Kilometer nördlich von Cape Lovitt gelegen.
- Bristow – eine 527 m hohe Ergebung an der Westküste der Auckland Island, östlich von Bristow Point gelegen.